# Uraechoides
Uraechoides is een kevergeslacht uit de familie van de boktorren (Cerambycidae). De wetenschappelijke naam van het geslacht werd voor het eerst geldig gepubliceerd in 1981 door Breuning.

## Soorten
Uraechoides omvat de volgende soorten:
- Uraechoides taomeiae Hayashi, Nara & Yu, 1995
- Uraechoides vivesi Breuning, 1981